# Reconsideração

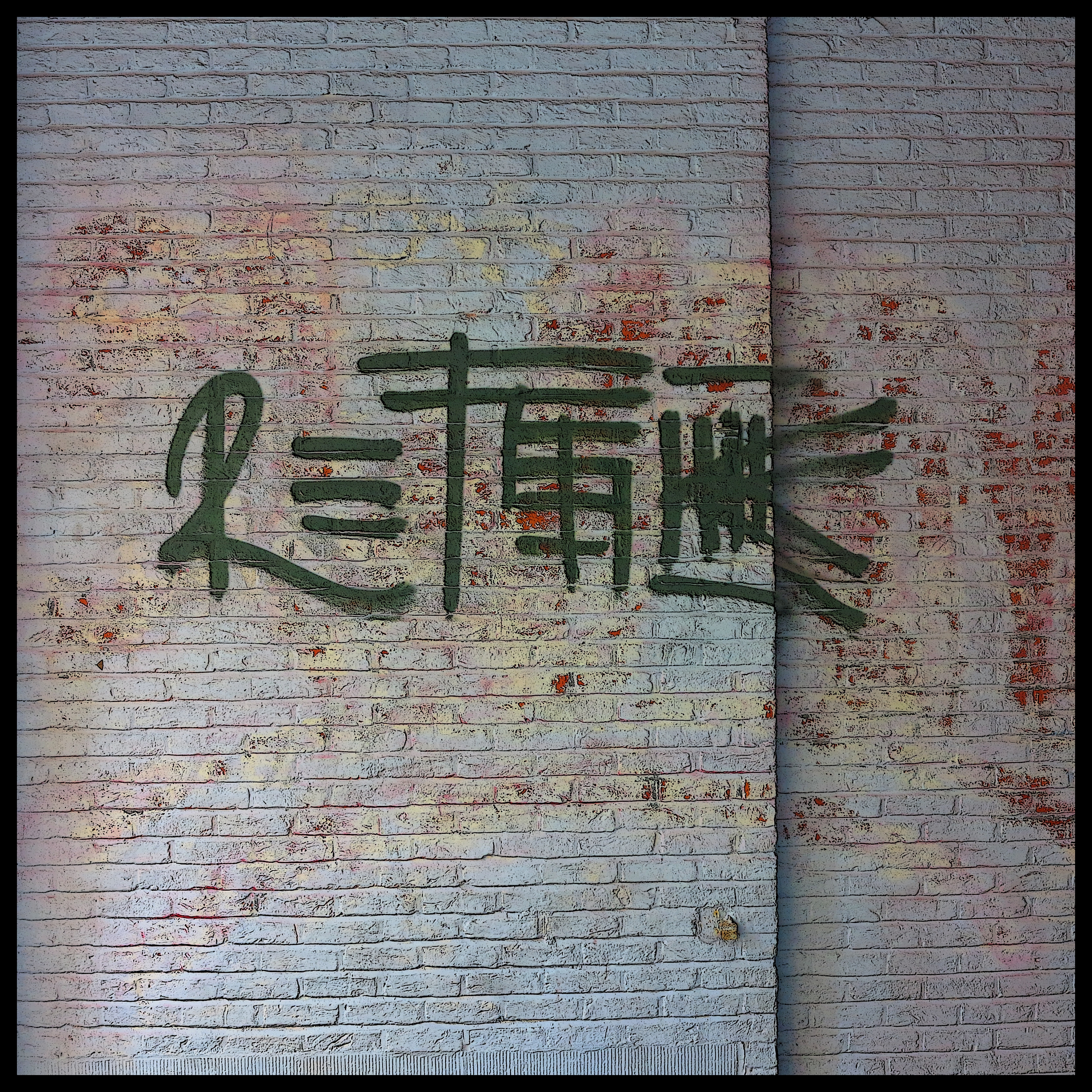
O grafite em Antuérpia combina a palavra inglesa "Rethink" com o estilo de letras chinês

Reconsideração ou repensamento é o processo de revisão de uma decisão ou conclusão que foi tomada anteriormente para determinar se a decisão inicial deve ser alterada. O repensar pode ocorrer imediatamente após uma decisão ter sido tomada ou a qualquer momento depois disso. Informalmente, reconsiderar uma decisão logo após tomá-la e antes de tomar qualquer ação para implementá-la pode ser chamado de pensar duas vezes ou pensar novamente.

## Em direito e política
No direito, oportunidades para solicitar que certos tomadores de decisão repensem ou reconsiderem suas decisões podem ser exigidas pelas regras sob as quais os tomadores de decisão operam. No entanto, as regras tendem a prever limitações estritas sobre o momento ou outras circunstâncias de tal solicitação. No procedimento parlamentar, por exemplo, um assunto que foi votado pode ser trazido de volta por meio de uma "moção a reconsiderar". De acordo com as Regras de Ordem de Robert Recentemente Revisadas (RONR), tal moção deve ser feita dentro de um tempo limitado após a ação sobre a moção original: no mesmo dia ou no caso de uma sessão de vários dias (como uma convenção), no dia seguinte dentro da sessão em que os negócios são conduzidos.
Muitas agências governamentais permitem que pessoas que buscam benefícios dessas agências solicitem a reconsideração da negação de uma reivindicação de tal benefício. Por exemplo, o United States Copyright Office fornece um mecanismo para reconsideração de decisões que negam o registro de direitos autorais. Uma reconsideração obrigatória é uma característica do sistema de previdência social do Reino Unido pela qual um indivíduo pode contestar uma decisão com a qual discorda, por exemplo, a decisão de não conceder um benefício. O Child Poverty Action Group afirma que uma reconsideração obrigatória é um pré-requisito para um indivíduo apelar a um tribunal de benefícios. No entanto, o padrão de revisão para solicitar reconsideração pode ser mais alto do que o padrão para fazer a reivindicação inicialmente. Nos Tribunais Federais dos Estados Unidos, por exemplo, as moções de reconsideração não são expressamente permitidas pelas Regras Federais de Processo Civil (FRCP), mas são frequentemente permitidas pelos tribunais distritais sob a Regra 59(e)(3) do FRCP ("para corrigir um erro claro de direito ou evitar injustiça manifesta"), ou Regra 60(b) (fornecendo vários fundamentos para alívio de um julgamento final). Contudo, “a reconsideração de uma sentença é considerada um recurso extraordinário que será concedido apenas com moderação".